# NGC 6465
NGC 6465 ist ein aus mehreren Sternen bestehender Asterismus im Sternbild Schütze. Er wurde am 1. Juli 1826 von James Dunlop bei einer Beobachtung mit „suspected; small; twilight“ beschrieben, irrtümlich für eine Galaxie gehalten und erlangte so einen Eintrag in den Katalog.